# Gouvernement de Piotrków
1867–1915
Entités précédentes :
- Gouvernement de Varsovie

Entités suivantes :
- Deuxième république de Pologne

Le gouvernement de Piotrków (en russe : Петроковская губерния, en polonais : Gubernia piotrkowska) est une division administrative de l’Empire russe, située dans le royaume de Pologne, avec pour capitale la ville de Piotrków. Créé en 1867 lors d’une réorganisation administrative de la Pologne, le gouvernement exista jusqu’à la Première Guerre mondiale.

## Géographie
Au sud-ouest le gouvernement de Piotrków a une frontière commune avec l’empire allemand, à l’ouest avec le gouvernement de Kalisz, au nord-est avec celui de Varsovie, à l’est Radom et au sud Kielce. C’est avec le gouvernement de Kalisz la région la plus occidentale de l’empire.

## Subdivisions administratives
Au début du XXe siècle le gouvernement de Piotrków était divisé en 8 ouiezds : Będzin, Brzeziny, Łask, Łódź, Novoradomsk, Piotrków, Rawa et Częstochowa.

## Population
En 1897 la population du gouvernement était de 1 403 901 habitants, dont 72,1 % de Polonais, 15,2 % de Juifs, 10,6 % d'Allemands et 1,4 % de Russes.